# دورشاوزن
دورشاوزن (به آلمانی: Durchhausen) یک شهر در آلمان است که در تاتلینگن واقع شده‌است. دورشاوزن ۹۰۷ نفر جمعیت دارد.